# Dichorragia buruensis
Dichorragia buruensis är en fjärilsart som beskrevs av James John Joicey och Talbot 1923. Dichorragia buruensis ingår i släktet Dichorragia och familjen praktfjärilar. Inga underarter finns listade i Catalogue of Life.